# Seznam italijanskih smučarskih skakalcev
Seznam italijanskih smučarskih skakalcev

## A
- Martina Ambrosi

## B
- Marco Beltrame
- Alessio Bolognani
- Davide Bresadola
- Giovanni Bresadola

## C
- Andrea Campregher
- Federico Cecon
- Roberto Cecon
- Stefano Chiapolino
- Sebastian Colloredo

## D
- Roberta D'Agostina
- Roberto Dellasega
- Lisa Demetz

## G
- Veronica Gianmoena

## I
- Alex Insam
- Evelyn Insam

## K
- Nadine Kostner

## L
- Ivan Lunardi

## M
- Jessica Malsiner
- Lara Malsiner
- Manuela Malsiner
- Severino Menardi
- Andrea Morassi

## P
- Luca Pertile

## R
- Elena Runggaldier

## S
- Simona Senoner
- Barbara Stuffer

## V
- Daniele Varesco

## Z
- Nilo Zandanel